# Про що не говорять (фільм)
«Про що не говорять» (пол. O czym się nie mówi …) — польська драма, чорно-білий фільм 1939 року по однойменному роману Габріелі Запольської.

## Сюжет
Красива дівчина Франя Вонторек знайомиться з банківським службовцям. Він закохується, кличе її «Ранок». Дівчина також закохана, проте вона не така «безневинна», як він думає. І познайомилися вони занадто пізно, тому що Фран через бідність пішла по «кривій доріжці».

## У ролях
- Станіслава Ангель-Енгелювна — Франя Вонторек
- Мечислав Цибульський — Краєвський, банківський службовець
- Іна Беніта — Манька
- Станіслава Висоцька — Романова
- Людвік Семполінскій — Коніц
- Станіслав Селяньскій — Флечік
- Богуслав Самборський — Корнблюм, директор кабаре
- Зофія Вільчіньская — дівчина з кабаре
- Ядвіга Букоемская — співачка в кабаре
- Стефанія Гурська — гладильщица
- Ванда Яршевская — старша пані